# شامل طيار
شامِل طيّار (بالتركية: Şamil Tayyar)‏, (ولد: 1 مارس 1965, في غازي عينتاب, تركيا) كاتب, صحافي له «زاوية» يداوم على النشر فيها, وسياسي تركي. ونائب حالي وسابق في البرلمان التركي لأكثر من دورة ممثلا عن حزب العدالة والتنمية.